# Gemmatimonadota
Bakteriální kmen Gemmatimonadota byl formálně ustaven v roce 2003. Do současné doby obsahuje pouze pět popsaných druhů a dělí se do 2 tříd: Gemmatimonadetes a Longimicrobia. Jeho zástupci jsou aerobní a semiaerobní heterotrofní organismy. Gemmatimonadota jsou relativně běžnou složkou půdních mikrobiálních společenstev, kde tvoří 1–2 % přítomných bakterií. Nachází se také ve sladkých vodách, čistírnách odpadních vod a sedimentech.

## Popsané druhy
První druh kmene Gemmatimonadota bakterie Gemmatimonas aurantiaca T-27T byla popsána roku 2003. Tato gramnegativní, tyčinkovitá a aerobní bakterie byla kultivován z aktivovaného kalu čističky odpadních vod. Druhým popsaným druhem byla roku 2013 bakterie Gemmatirosa kalamazoonensis KBS708, která byla izolována z organicky obdělávané půdy v Michiganu v USA.
Dalším popsaným druhem byla Gemmatimonas phototrophica AP64T, která byla roku 2014 izolována z mělkého sladkovodního jezera Tiān é hú nacházejícím se v čínské provincii Vnitřní Mongolsko. Unikátní vlastností tohoto organismu je přítomnost fotosyntetických reakčních center. Tento organismus pravděpodobně získal své fotosyntetické geny horizontálním přenosem z fototrofních Proteobakterií. G. phototrophica je fakultativní fotoheterotrof. Pro svůj růst potřebuje přísun organických látek, ale je schopen pokrýt velkou část svých metabolických potřeb pomocí světelné energie.
Bakterie Longimicrobium terrae CB-286315T byla izolována ze vzorku lesní půdy poblíž španělské Granady. Vzhledem ke své značné fylogenetické odlišnosti ustavila roku 2016 i novou třídu nazvanou Longimicrobia. Posledním kultivovaným zástupcem Gemmatimonadota je Roseisolibacter agri AW1220T izolovaný ze zemědělské půdy v Namibii.